# Carlos Robles
Carlos Alejandro Robles Jiménez (ur. 11 lipca 2000 w Tepic) – meksykański piłkarz występujący na pozycji środkowego obrońcy, od 2022 roku zawodnik Atlasu.